# Charles Bozon
Charles Bozon (ur. 15 grudnia 1932 w Chamonix, zm. 7 lipca 1964 tamże) – francuski narciarz alpejski, brązowy medalista olimpijski oraz czterokrotny medalista mistrzostw świata.

## Kariera
W 1954 roku Charles Bozon wystartował na mistrzostwach świata w Åre, gdzie wywalczył piąte miejsce w biegu zjazdowym. Na rozgrywanych dwa lata później igrzyskach olimpijskich w Cortinie d’Ampezzo był piąty w gigancie, siódmy w slalomie i ósmy w zjeździe. Igrzyska w Cortinie d’Ampezzo były równocześnie mistrzostwami świata, jednak kombinację rozgrywano tylko w ramach drugiej z tych imprez. W konkurencji tej zdobył srebrny medal, plasując się za Austriakiem Tonim Sailerem, a przed Stigiem Sollanderem ze Szwecji. Wynik ten powtórzył podczas rozgrywanych cztery lata później igrzysk w Squaw Valley. Francuz rozdzielił tam na podium swego rodaka Guya Périllata i Hans-Petera Laniga ze Wspólnej Reprezentacji Niemiec. Parę dni wcześniej wywalczył brązowy medal w slalomie, ulegając tylko dwóm Austriakom: Ernstowi Hinterseerowi i Mathiasowi Leitnerowi. W Squaw Valley Bozon zajął także ósme miejsce w gigancie i dziewiąte w zjeździe. Ostatni medal zdobył na mistrzostwach świata w Chamonix w 1962 roku, gdzie zwyciężył w slalomie. W konkurencji tej dwukrotnie zwyciężył też podczas zawodów 3-Tre we włoskim Madonna di Campiglio w latach 1957 i 1959. Sześciokrotnie zostawał mistrzem Francji: w zjeździe w latach 1956 i 1957 oraz gigancie i slalomie w latach 1956 i 1961.
Zginął w Alpach pod lawiną podczas wspinaczki na Aiguille Verte.

## Osiągnięcia

### Igrzyska olimpijskie
| Miejsce | Dzień       | Rok  | Miejscowość       | Konkurencja | Czas biegu | Strata | Zwycięzca        |
| ------- | ----------- | ---- | ----------------- | ----------- | ---------- | ------ | ---------------- |
| 5.      | 29 stycznia | 1956 | Cortina d’Ampezzo | Gigant      | 3:00,1     | +8,3   | Toni Sailer      |
| 7.      | 31 stycznia | 1956 | Cortina d’Ampezzo | Slalom      | 3:14,7     | +11,5  | Toni Sailer      |
| 8.      | 3 lutego    | 1956 | Cortina d’Ampezzo | Zjazd       | 2:52,2     | +9,7   | Toni Sailer      |
| 9.      | 21 lutego   | 1960 | Squaw Valley      | Gigant      | 1:48,3     | +2,7   | Roger Staub      |
| 8.      | 22 lutego   | 1960 | Squaw Valley      | Zjazd       | 2:06,0     | +3,6   | Jean Vuarnet     |
| 3.      | 24 lutego   | 1960 | Squaw Valley      | Slalom      | 2:08,9     | +1,5   | Ernst Hinterseer |

### Mistrzostwa świata
| Miejsce | Dzień       | Rok  | Miejscowość       | Konkurencja | Czas biegu | Strata     | Zwycięzca        |
| ------- | ----------- | ---- | ----------------- | ----------- | ---------- | ---------- | ---------------- |
| 5.      | 7 marca     | 1954 | Åre               | Zjazd       | 1:59,6     | +3,5       | Christian Pravda |
| 5.      | 29 stycznia | 1956 | Cortina d’Ampezzo | Gigant      | 3:00,1     | +8,3       | Toni Sailer      |
| 7.      | 31 stycznia | 1956 | Cortina d’Ampezzo | Slalom      | 3:14,7     | +11,5      | Toni Sailer      |
| 8.      | 3 lutego    | 1956 | Cortina d’Ampezzo | Zjazd       | 2:52,2     | +9,7       | Toni Sailer      |
| 2.      | 3 lutego    | 1956 | Cortina d’Ampezzo | Kombinacja  | 0,00 pkt   | +12,65 pkt | Toni Sailer      |
| DSQ     | 2 lutego    | 1958 | Badgastein        | Slalom      | 1:55,1     | -          | Josef Rieder     |
| DNF     | 5 lutego    | 1958 | Badgastein        | Gigant      | 1:48,8     | -          | Toni Sailer      |
| 9.      | 21 lutego   | 1960 | Squaw Valley      | Gigant      | 1:48,3     | +2,7       | Roger Staub      |
| 8.      | 22 lutego   | 1960 | Squaw Valley      | Zjazd       | 2:06,0     | +3,6       | Jean Vuarnet     |
| 3.      | 24 lutego   | 1960 | Squaw Valley      | Slalom      | 2:08,9     | +1,5       | Ernst Hinterseer |
| 2.      | 24 lutego   | 1960 | Squaw Valley      | Kombinacja  | 3,98 pkt   | +1,54 pkt  | Guy Périllat     |
| 1.      | 12 lutego   | 1962 | Chamonix          | Slalom      | 2:21,67    | -          | -                |